# Henri Roser
Pour les articles homonymes, voir Roser.
Henri Roser est un pasteur et pacifiste français, né  le 11 février 1899 à Pantin et mort le 6 janvier 1981 à Neuilly-sur-Seine. Il est cofondateur, secrétaire puis président du Mouvement international de la Réconciliation (MIR).

## Biographie

### Famille
Henri Roser est né à Pantin, en banlieue parisienne. Il est le troisième enfant d'une famille qui en comptera huit. Son père est pasteur de l'Église luthérienne et, comme lui, il se prénomme Henri. Sa mère, née Clémence Ellenberger, est fille de missionnaire, petite-fille d'un pasteur qui s'était d'abord orienté vers le métier des armes et avait ensuite démissionné de Saint-Cyr pour entreprendre des études de théologie. Henri Roser se marie en 1925 avec Claire Seitz, fille d'un professeur d'histoire de Genève et petite-fille de pasteur.  

### Objecteur de conscience
Henri Roser a 19 ans lorsqu'en avril 1918, il est incorporé dans l'armée pour rejoindre le front. Il achève son service militaire en mars 1921 avec le grade de sous-lieutenant de réserve. Il entreprend alors des études de théologie dans le but de devenir pasteur-missionnaire. En janvier 1923, tandis que l’armée française occupe la Ruhr, il prend la décision de renvoyer ses papiers militaires. Et il le fait très clairement au nom de l'Évangile pour s'opposer à l'engrenage de la violence, estimant que la préparation et-la participation à la guerre sont en opposition radicale avec la prédication du Sermon sur la Montagne.
Révoqué de sa charge d'officier, et s'étant déclaré objecteur de conscience, sa décision est considérée par l'Église de son temps comme contraire au service de la patrie. Il est mis dans l'obligation de renoncer à son projet de devenir missionnaire. Ce ne sera d'ailleurs qu'en 1945 qu'il sera autorisé par l'Église à recevoir la consécration pastorale.

### Mouvement de la Réconciliation (MIR)
Dans l’intervalle, ses engagements vont être multiples : sa tâche de cofondateur de la branche française du Mouvement international de la Réconciliation (MIR), son implantation dans une banlieue parisienne pour y être évangéliste auprès d'hommes et de femmes particulièrement défavorisés, et souvent aux prises avec l'alcool. Son action est telle qu'il crée un poste d'évangélisation à Aubervilliers en 1929. Aujourd'hui, un centre social porte son nom dans le quartier du Landy.
C'est aussi le temps où, après s'être marié en 1925, il devient tour à tour secrétaire du MIR pour la France, puis pour l'Europe. Ce qui va l'amener d'ailleurs — et sans jamais le couper de son ministère d'évangéliste — à multiplier le nombre de ses voyages au cours desquels il participe aux conférences internationales du MIR ou encore à des rencontres diverses (communautés, personnages exerçant des responsabilités officielles). À ce titre, il intervient comme messager de la paix et porteur de « la parole de la réconciliation » (2 Corinthiens 5, 18). Ce sera l'Espagne, l'Autriche, la Pologne, la Tchécoslovaquie, l'Allemagne (d'où il, est expulsé après un séjour en prison en 1933) en définitive, partout où surgissent des conflits et des drames nationaux.

### Seconde Guerre mondiale
Sa position contre la guerre, en 1939, est sans ambiguïté lorsqu'éclate la Seconde Guerre mondiale. Condamné à quatre ans de prison pour refus d'obéissance et insoumission, il n'en sortira qu'au moment de la défaite de 1940.
Les années de guerre qui contraignent le MIR au silence n'affectent en rien la détermination d'Henri Roser. Ses interventions généralement clandestines sont diverses et multiples : le sauvetage d'enfants juifs qui lui vaudra en 1976 la remise de la médaille de Juste parmi les nations ; ses relations avec tel ou tel émissaire du gouvernement du général de Gaulle à Alger. Mais il convient aussi de noter combien l'impact de la fonction pastorale d'Henri Roser, ainsi que ses écrits, incite assez radicalement l'Église réformée à modifier son attitude par rapport aux positions qu'il défend depuis tant d'années en faveur de l'objection de conscience. Un combat sans merci qu'il a livré avant la guerre et qu'il va poursuivre jusqu'à ce que paraisse le décret de 1963 portant sur le statut des objecteurs de conscience.
Il importe également de rappeler l'effet que produit dans l'immédiat-après guerre le rôle qu'Henri Roser tient au sein du Protestantisme français — et bien au-delà dans le monde non chrétien — en tant que prédicateur et conférencier. En tout domaine, il est résolument attaché à sa mission de témoin de l'Évangile.
Président du Mouvement international de la Réconciliation, président du Service civil international, il sera aussi président au sein de la Croix-Bleue où il manifeste une compétence reconnue de tous dans le cadre de l'accueil et de l'accompagnement des personnes alcooliques.

### Homme au charisme prophétique
Henri Roser, qui s'éteindra en janvier 1981 laisse le souvenir d'un homme au charisme prophétique, dénonçant avec une grande fermeté les injustices, les abus de pouvoir, les décisions arbitraires des gouvernants, quel que soit leur bord, se prononçant en faveur des « grandes causes » qu’il estimait justes.

## Influences sur sa pensée
Henri Roser est  marqué dès 1923-1924 par la détermination et par l’action des délégués aux conférences internationales, qu’il a pu rencontrer, et parmi eux, les membres fondateurs du Mouvement international de la Réconciliation (M.I.R) : Kees et Betty Boeke (voir Rencontres de Bilthoven), T. Hodgkin, Mathilde Wrede, Friedrich Siegmund-Schultze, Pierre Ceresole. Mais il a eu également comme maîtres : le professeur Leonhard Ragaz et le pasteur Henri Nick, sans parler de l’influence qu’a pu exercer sur lui Johann Christoph Blumhardt et son fils Christophe Blumhardt. Une riche expérience qu’il a ensuite partagée avec ses compagnons des débuts de la branche française : les pasteurs André Trocmé, Jacques Martin, Philo Vernier et Edouard Theis notamment.

## Publications
Henri Roser a écrit de nombreux articles dans les Cahiers de la réconciliation. 
- Henri Roser, Un peu d'amour, Delachaux et Niestlé, Collection « armure », 1949
- Henri Roser, Le chrétien devant la guerre, Labor et Fides, 1953, 45 p.
- Henri Roser, Non-violence chrétienne, [Mouvement de la Réconciliation], 1956, 7 p.Tiré à part des Cahiers de la Réconciliation, N°3-4, 1956. Article paru initialement dans le Semeur.
- Henri Roser, La paix sans illusions, Plough Publishing House, 2011, 80 p.